# Мехмет Самсар
Мехмет Самсар (тур. Mehmet Samsar) (1966, Туреччина) — турецький дипломат. Надзвичайний і Повноважний Посол Туреччини в Україні в 2011—2013.

## Життєпис
Народився в 1966 році. Закінчив Близько-східний технічний університет політології та державного управління, факультет економіки та адміністративних наук. Згодом отримав ступінь магістра міжнародних відносин в Інституті соціальних наук Гаазького університету.
З 1987 року — розпочав роботу у відділі Ісламських держав.
З 1990 року — в департаменті Америки та тихоокеанського регіону.
У 1991—1994 рр. — працював другим секретарем Посольства Туреччини в Узбекистані.
У 1996 році — турецький консул в Мазарі-Шарифі (Афганістан).
У 1996—2003 рр. — працював на різних посадах в МЗС Туреччини.
З 2003 по 15 листопада 2011 року — Генеральний консул Турецької Республіки в Нью-Йорку.
У 2011—2013 рр. — Надзвичайний і Повноважний Посол Туреччини в Україні.
У 2014—2018 рр. — генеральний директор консульських справ Туреччини
З 2018 року — Надзвичайний і Повноважний Посол Туреччини в РФ.

## Знання мов
Володіє англійською, німецькою та російською мовами.